# Ulica Stefana Czarnieckiego w Krakowie
Ulica Stefana Czarnieckiego – ulica w Krakowie, w dzielnicy XIII Podgórze, w Podgórzu.
Łączy ulicę Bolesława Limanowskiego z ulicą Rękawka. Jest jednojezdniowa.

## Historia
Ulica została w obecnym kształcie wytyczona w latach dziewięćdziesiątych XIX wieku na terenie miasta Podgórza i wtedy też otrzymała swą obecną nazwę dla upamiętnienia Stefana Czarnieckiego, hetmana polnego koronnego, wojewody ruskiego i kijowskiego.
Po przyłączeniu Podgórza do Krakowa, zaproponowano w 1917 roku, aby przemianować omawianą ulicę na ul. Czarneckiego. Zmiana była konieczna, ponieważ w Krakowie istniała już ulica o tej nazwie. Ostatecznie Rada Miasta dokonała zabiegu odwrotnego; w 1918 roku przemianowano krakowską ul. Stefana Czarnieckiego na ulicę św. Teresy, a nazwa omawianej ulicy została zachowana.
W latach 1941–1943 znajdowała się na obszarze krakowskiego getta. 

## Zabudowa
- ul. Stefana Czarnieckiego 1 (ul. Bolesława Limanowskiego 28) – Oficyna, ok. 1800[a].
- ul. Stefana Czarnieckiego 2 (ul. Bolesława Limanowskiego 30) – Kamienica, 1897[b].
- ul. Stefana Czarnieckiego 10 – Kamienica, ok. 1930.
- ul. Stefana Czarnieckiego 12 – Kamienica, ok. 1890.
- ul. Stefana Czarnieckiego 14 – Kamienica, 1895–1896.
- ul. Stefana Czarnieckiego 16 (ul. Rękawka 35) – Dom, 1903–1904.

Opracowano na podstawie źródła: Gminnej ewidencji zabytków – Kraków.